# Marcus Allen
Marcus LeMarr Allen (26 de março de 1960, San Diego, Califórnia) é um ex-jogador de futebol americano e também analista da rede de TV americana CBS. Como profissional, Allen correu para mais de 12 mil jardas e fez 587 recepções para 5.412 jardas pelo Los Angeles Raiders e pelo Kansas City Chiefs de 1982 a 1997. Ele também anotou 145 touchdowns, incluindo 123 touchdowns terrestres e foi para o Pro Bowl seis vezes durante sua carreira. Ele também passava bastante a bola para um running back, completando 12 de 27 passes para 285 jardas e seis touchdowns, com uma interceptação. Allen foi o primeiro jogador a passar das 10 mil jardas correndo com a bola e ainda somar 5 mil jardas de recepção na carreira.
Allen é considerado um dos melhores jogadores perto da goal line e em corridas curtas na história da National Football League. Ele foi para o College Football Hall of Fame em 2000 e para Pro Football Hall of Fame em 2003. Até o ano de 2009, Allen era o único jogador na história a vencer o Heisman Trophy, a ser eleito MVP de um Super Bowl e de uma temporada da NFL. Seu irmão mais jovem, Damon Allen, jogou como quarterback por 23 temporadas na Canadian Football League onde teve ótimas temporadas.